# Carlos Scarone
Carlos Scarone (* 11. November 1888 in Montevideo; † 12. Mai 1965) war ein uruguayischer Fußballspieler.

## Spielerkarriere

### Verein
Der im Barrio Peñarol geborene Carlos „Rasqueta“ Scarone, älterer Bruder von Héctor Scarone, spielte 1908 zunächst für den River Plate Football Club in der Primera División. In jenem Jahr gewann seine Mannschaft zwar die uruguayische Meisterschaft. Explizit zugeschrieben wird dieser Titel Scarone jedoch nicht, denn er spielte in der Zweiten Mannschaft. Von 1909 bis 1913 stand er dann in Reihen des C.U.R.C.C. Dies war der Vorgängerverein Peñarols. Mit den Carboneros wurde er 1911 Uruguayischer Meister. 1916 bestritt er vier Spiele (ein Tor) für die Boca Juniors in der argentinischen Primera División. Andere Quellen berichten jedoch davon, dass er die Station in Argentinien nach seiner Zeit beim C.U.R.C.C. einlegte und 1914 nach Montevideo zurückkehrte, um sich sodann Nacional anzuschließen. Der als Mittelstürmer eingesetzte Scarone gehörte in jedem Fall 1915, 1916 und von 1917 bis 1927 dem Kader Nacionals an. In den Jahren 1915, 1916, 1917, 1919, 1920, 1922, 1923 und 1924 war er am Gewinn der uruguayischen Meisterschaft beteiligt. In 227 absolvierten Partien für die Bolsos schoss er 152 Tore. Neun Jahre lang war er Stammspieler.

### Nationalmannschaft
Scarone war auch Mitglied der uruguayischen A-Nationalmannschaft. Insgesamt absolvierte er von seinem Debüt am 15. August 1909 bis zu seinem letzten Spiel für die Celeste am 17. Dezember 1922 25 Länderspiele. Dabei erzielte er insgesamt 18 Treffer.
Scarone nahm mit der Nationalelf an den Südamerikameisterschaften 1917 (drei Spiele, drei Tore), 1919 (vier Spiele, drei Tore) und 1920 (kein Einsatz) teil. 1917 und 1920 gewann Uruguay den Titel. 1919 wurde man Zweiter.
Überdies siegte er mit der heimischen Nationalelf auch bei der Copa Gran Premio de Honor Argentino 1910 und der Copa Newton des Jahres 1917.

## Trainertätigkeit
Scarone, der nach seiner Karriere zunächst als Geschäftsführer bei den Bolsos wirkte, war 1932, als der Profifußball in Uruguay Platz griff, der erste Trainer Nacionals.

## Erfolge
- Südamerikameister: 1917, 1920
- Copa Gran Premio de Honor Argentino: 1910
- Copa Newton: 1917
- Uruguayischer Meister: 1911, 1915, 1916, 1917, 1919, 1920, 1922, 1923, 1924